# 入野村 (群馬県)
入野村（いりのむら）は群馬県の南西部、多野郡に属していた村。

## 地理
- 河川：鏑川、矢田川、土合川

## 歴史
- 1889年（明治22年）4月1日 - 町村制施行により、周辺9村（石神村、小串村、黒熊村、深沢村、多比良村、中島村、馬庭村、小暮村、岩井村）が合併し多胡郡入野村が成立する。
- 1896年（明治29年）4月1日 - 郡統合（緑野郡、多胡郡、南甘楽郡の統合）により多野郡に属する。
- 1955年（昭和30年）1月15日 - 多野郡吉井町、多胡村、甘楽郡岩平村と合併し多野郡吉井町となる。